# Фатин, Валентин Васильевич
Валентин Васильевич Фатин (9 апреля 1921, Луховицкий район — 17 июля 1944, Гродненский район, Белостокская область) — участник Великой Отечественной войны, командир батальона 609-го стрелкового полка 139-й стрелковой Рославльской Краснознамённой ордена Суворова дивизии 50-й армии 2-го Белорусского фронта, Герой Советского Союза (1945), капитан.

## Биография
Родился 9 марта 1921 года в деревне Носово, ныне Газопроводское сельское поселение Луховицкого района Московской области Российской Федерации, в семье рабочего. Русский.
В детстве переехал к отцу в Москву. Окончил 10 классов.
В 1939 году был призван в Красную Армию.
Окончил Орловское военное пехотное училище в 1941 году. В действующей армии с июня 1941 года.
В июле 1941 года в бою под Оршей Фатин был в первый раз ранен (осколками снаряда повреждена нижняя часть лица).
В сентябре 1941 года в рукопашной схватке под городом Рославль (Смоленская область) получил ранение холодным оружием в грудь. Третье ранение получено во время наступательных боёв на Смоленщине.
В конце 1941 года в боях за Малоярославец заместитель командира 1-го стрелкового батальона 1292-го стрелкового полка 113-й стрелковой дивизии старший лейтенант Фатин гранатой вывел из строя немецкий танк.
В 1942 году окончил Курсы усовершенствования командного состава. Преподавал тактику на курсах младших лейтенантов.
31 августа 1942 года приказом по войскам 33-й армии № 414 старший лейтенант Фатин награждён медалью «За отвагу».
Осенью 1943 года назначен командиром 1-го батальона 609-го стрелкового полка 139-й стрелковой дивизии.
Член ВКП(б) с 1943 года.
Командир батальона капитан Фатин особо отличился при проведении Могилёвской наступательной операции.
27 июня 1944 года в ходе наступления батальон Фатина освободил от гитлеровцев пригород Могилёва — Луполово и к концу дня с боями вышел к Днепру. Попытка сходу форсировать реку и захватить плацдарм окончилась неудачей. Фатин провёл тщательную разведку огневых средств и сил противника на центральном направлении. В ночь на 28 июня 1944 года с батальоном он на подручных средствах переправился на правый берег реки у деревни Буйничи. Внезапным ударом батальон уничтожил боевое охранение и ворвался в оборонительные сооружения гитлеровцев. Благодаря внезапным и решительным действиям было захвачено в плен около роты противника. Не задерживаясь, батальон Фатина вошёл в Могилёв и завязал бой за кварталы на окраине города. В одном из них было захвачено около десяти автомашин. На трофейных машинах бойцы во главе с Фатиным ворвались в расположение противника. Увидев советских солдат, гитлеровцы решили, что они окружены и начали сдаваться в плен группами, капитан Фатин, установив место расположения штаба немецкой дивизии, державшей оборону на этом участке фронта, с двумя бойцами отправился туда и убедил командование врага к сдаче. В результате батальон захватил 18 орудий, около 200 автомашин, 8 складов, взяли в плен свыше 500 гитлеровцев и штаба 12-й пехотной дивизии, в том числе её командира генерал-лейтенанта Бамлера, начальника могилёвского гарнизона генерал-майора Эмерсдорфа и 35 офицеров.
События захвата штаба 12-й пехотной дивизии так были отражены со слов самого В. Фатина в журнале боевых действий полка: 

«…У меня был пистолет и граната. Вбежал туда и чуть не попятился назад: в комнате вокруг большого стола находилось несколько десятков немецких офицеров. Первое, что хотел сделать, бросить гранату. Но вместо этого я что было мочи закричал: „Хенде хох! Черт бы вас побрал! Могилёв окружён нашими войсками, на улице мои солдаты. Сдавайтесь! Оружие — на стол!“ Хорошо, что там был переводчик. Немцы стали бросать оружие, поднимать руки вверх. Рядом раздался выстрел — застрелился один полковник... Я заметил высокого офицера, как оказалось, генерала. Он рук не поднимал и сверлил меня злыми глазами, брезгливо усмехался. Но и он бросил пистолет. Я дал команду всем выходить во двор. Генерал вышел последним из немцев. Всего в этом здании мы взяли в плен человек 60 солдат и офицеров. Всё заняло около часа. Мы построили пленных и вывели их навстречу нашим передовым частям...».
17 июля 1944 года капитан Фатин погиб в бою при освобождении Белоруссии.
Похоронен в городе Скидель Гродненской области.
Указом Президиума Верховного Совета СССР от 24 марта 1945 года за мужество, отвагу и героизм, проявленные в борьбе с немецко-фашистскими захватчиками, капитану Фатину Валентину Васильевичу присвоено звание Героя Советского Союза (посмертно).

## Награды
- Медаль «Золотая Звезда» Героя Советского Союза (24.04.1945);
- орден Ленина (24.04.1945);
- медаль «За отвагу» (31.08.1942).

## Память
- Имя Героя высечено золотыми буквами в зале Славы Центрального музея Великой Отечественной войны в Парке Победы города Москва.
- В городах Могилёв, Скидель его именем названы улицы.
- В Могилеве имя Фатина носит спальный микрорайон.
- В Москве имя Валентина Фатина присвоено школе, где он учился[1].